# Дом купцов Харинского и Щекина
Дом купцов Харинского и Щёкина — историческое здание в городе Торопец Тверской области России. Памятник архитектуры регионального значения.
Дом купцов Харинского и Щекина был построен в конце XIX века в центральной части Торопца. В 1999 году был объявлен памятником градостроительства и архитектуры регионального (областного) значения.
Находится на пересечении Советской улицы с Базарной площадью. Адрес здания: г. Торопец, ул. Советская, д. 6.
В настоящее время в здании расположены магазины и медицинская организация «Академия здоровья».